# Джонстон-Аллен, Марк
Марк Джо́нстон-А́ллен (англ. Mark Johnston-Allen, род. 28 декабря 1968 года в Бристоле, Англия) — английский бывший профессиональный игрок в снукер.

## Карьера
Марк известен прежде всего тем, что очень хорошо играл с ведущими снукеристами мэйн-тура. В частности, он выиграл все свои три матча, проведённых против Стивена Хендри. Лучшими достижениями Джонстон-Аллена стали полуфинал Thailand Open 1995 и финалы European Open 1991 и 1992 годов. На чемпионате мира 1992 года Марк Джонстон-Аллен вышел в 1/16 финала, но проиграл Тони Ноулзу со счётом 4:10. Два сезона подряд (1992/93 и 1993/94) Марк входил в Топ-32 официального рейтинга, занимая 31 место.